# Włado Taneski
Włado Taneski (ur. 1952, zm. 23 czerwca 2008) – macedoński dziennikarz i seryjny morderca, który zgwałcił i zamordował trzy kobiety w Kiczewie. Opisywał dokonane przez siebie zbrodnie w swoich artykułach. Został aresztowany 22 czerwca 2008. Następnego dnia popełnił samobójstwo.

## Życiorys
Taneski karierę dziennikarza rozpoczął w 1988 roku. Niedługo później rozwiódł się, przez co utracił prawie całkowity kontakt z dwójką swoich dzieci. W 1990 roku jego ojciec popełnił samobójstwo.

## Artykuły
Podejrzenie w sprawie trzech morderstw z Kiczewa padło po opublikowaniu napisanych przez niego artykułów dotyczących zbrodni. Artykuły zawierały szczegóły, które nie zostały wcześniej podane do publicznej wiadomości. Taneski wiedział na przykład, że jedna z ofiar została uduszona kablem od słuchawki telefonicznej. Artykuły dotyczyły trzech morderstw: M. Simjanoskiej (zamordowanej w 2005), L. Licoskiej (zamordowanej w lutym 2007) i Z. Temełkoskiej (zamordowanej w maju 2008). Wszystkie ofiary były ubogimi i niewykształconymi sprzątaczkami. Kobiety te znały osobiście matkę Taneskiego.

## Zatrzymanie i śmierć
Włado Taneski został aresztowany 22 czerwca 2008, po tym jak jego DNA dopasowano do DNA nasienia znalezionego na jego ofiarach. Został oficjalnie oskarżony o dokonanie wszystkich trzech morderstw. Następnego dnia został znaleziony martwy w swojej celi w więzieniu w Tetowie. Jego głowa była zanurzona w wiadrze z wodą. Biegli orzekli, że była to śmierć samobójcza.
Był też podejrzany w sprawie tajemniczego zaginięcia 78-letniej Goricy Pawłeskiej w 2003 roku. Policja podejrzewa, że i ona została przez niego zamordowana.

## Ofiary Taneskiego
| Lp. | Ofiara            | Wiek | Data          |
| --- | ----------------- | ---- | ------------- |
| 1.  | Mitra Simjanoska  | 64   | Kwiecień 2005 |
| 2.  | Lubica Licoska    | 56   | Luty 2007     |
| 3.  | Ziwana Temełkoska | 65   | Maj 2008      |